# Jarno Widar
Jarno Widar (* 13. November 2005 in Hasselt) ist ein belgischer Radrennfahrer.

## Sportlicher Werdegang
Als Junior fuhr Jarno Widar für den belgischen Club Crabbé Toitures-CC Chevigny Junior. In der Saison 2022 gewann er im Alter von 16 Jahren das Junioren-Rennen des Nokere Koerse und den Grand Prix Général Patton, ehe er sich einen anspruchsvollen Abschnitt des Etappenrennens La Philippe Gilbert Juniors sicherte. Im Jahr 2023 folgten zahlreiche weitere Siege. Dabei fiel er insbesondere durch seine angriffslustige Fahrweise auf. So gewann er zu Beginn der Saison das Junioren-Rennen von Kuurne–Brüssel–Kuurne als Solist, wobei er das Ziel mit einem Vorsprung von fast zwei Minuten erreichte. Wenige Tage später feierte er bei der Tour du Bocage et de l'Ernée 53 seinen ersten Gesamtsieg bei einer Rundfahrt. Nachdem er die Bergwertung des Course de la Paix Juniors für sich entschieden hatte, feierte er drei Siege in Folge, als er das Junioren-Rennen der Flandern-Rundfahrt, den nationalen Junioren-Meistertitel im Straßenrennen und die Classique des Alpes Juniors gewann. Am Ende der Saison setzte er sich zunächst bei der Trofeo Emilio Paganessi durch, ehe er zwei Etappen, sowie die Punkte- und Bergwertung des Giro della Lunigiana für sich entschied. Zudem gewann er bei seinem zweiten Antritt die Gesamtwertung des La Philippe Gilbert Juniors.
Mit dem Aufstieg zum U23-Fahrer wechselte Jarno Widar zum Lotto Dstny Development Team, erhielt zu Saisonbeginn jedoch seine ersten Einsätze bei der Lotto-Dstny-Mannschaft. So bestritt er die Trofeo Laigueglia, Settimana Internazionale Coppi e Bartali und Volta NXT Classic im Alter von 18 Jahren für das UCI WorldTeam. Im Anschluss ging er für das Development Team an den Start und belegte bei der Ronde de l’Isard den zweiten Gesamtrang. Seinen ersten Sieg in der Elite erzielte er bei der Alpes Isère Tour, wo er sich mit dem zweiten Platz auf der letzten schweren Bergetappe noch den Gewinn der Gesamtwertung sicherte. Einen Monat später gewann er beim Giro Next Gen, einem der wichtigsten Rennen in der U23, zwei der drei Bergankünfte im Hochgebirge. Damit legte er auch den Grundstein für den Gewinn der Gesamtwertung, die er sich als bisher jüngster Fahrer aller Zeiten und erster Belgier für sich entschied. Beim Giro della Valle d’Aosta feierte er den nächsten Gesamtsieg bei einer berglastigen Rundfahrt. Bei der Tour de l’Avenir brach er, auf dem zweiten Gesamtrang liegend, auf der vorletzten Etappe ein, da er nach eigener Aussage im Verlauf der Saison zu viele Rennen gefahren war.
Trotz des Interesses mehrerer UCI WorldTeams fährt Widar 2025 eine weitere Saison für das Development Team von Lotto. In den Medien wird darüber spekuliert, dass sein bis Ende 2027 laufender Vertrag mit Lotto eine Ausstiegsklausel zum 1. Januar 2026 enthält, die ab diesem Zeitpunkt einen regulären Teamwechsel zulässt. Nachdem er auch zu Beginn des Jahres 2025 Einsätze im UCI ProTeam erhalten hatte, gewann er eine Etappe und die Nachwuchswertung des Circuit des Ardennes, ehe er die U23-Austragung von Liège-Bastogne-Liège für sich entschied.

## Erfolge
2022
- Danilith Nokere Koerse Juniors
- Grand Prix Général Patton
- eine Etappe La Philippe Gilbert Juniors

2023
- Kuurne–Brüssel–Kuurne Juniors
- Gesamtwertung, eine Etappe und Bergwertung Tour du Bocage et de l’Ernée 53
- Bergwertung Course de la Paix Juniors
- Classique des Alpes
- Flandern-Rundfahrt (Junioren)
- Trofeo Comune di Vertova
- Trofeo Emilio Paganessi
- zwei Etappen, Punkte- und Bergwertung Giro della Lunigiana
- Gesamtwertung und eine Etappe La Philippe Gilbert Juniors
- Belgischer Junioren-Meister – Straßenrennen

2024
- Nachwuchswertung Ronde de l’Isard
- Gesamtwertung und Nachwuchswertung Alpes Isère Tour
- Gesamtwertung, zwei Etappen und Nachwuchswertung Giro Next Gen
- Gesamtwertung, eine Etappe und Nachwuchswertung Giro della Valle d’Aosta

2025
- eine Etappe und Nachwuchswertung Circuit des Ardennes
- Lüttich–Bastogne–Lüttich Espoirs
- Flèche Ardennaise